# Creature Creature
Creature Creature ist ein 2005 vom japanischen Musiker und Sänger Morrie (Dead End) gegründetes Bandprojekt, dessen Mitglieder je nach Schaffensphase wechseln.

## Geschichte
Creature Creature nennt sich die Formatierung um Morrie (Dead End), die dieser ins Leben gerufen hatte. Die erste Zusammenarbeit erfolge mit Minoru (The Spin, ex-The Mad Capsule Markets), Shinya (Luna Sea) und Tetsu (L’Arc-en-Ciel). Sie veröffentlichten das Album Light & Lust im Jahr 2006.
Danach wurde es erst einmal wieder still um dieses Projekt, bis Morrie es 2009 mit neuen Musikern wiederbelebte. Diesmal waren mit dabei: Hiro (Libraian, La'cryma Christi), Shinobu (ex-Guy's Family), Hitoki (Kuroyume, Dummy's Corporation) und Sakura (Zigzo, Rayflower, ex-L'Arc-en-Ciel, Schlagzeug). Mit dieser Besetzung gingen sie in Japan auf Tournee und spielten auf mehreren Festivals. Dabei wurde ihnen auch von den japanischen Printmedien Aufmerksamkeit gezollt. Außerdem wurde in dieser Besetzung das Album Inferno veröffentlicht.
Das dritte Album folgte 2012 unter dem Titel Phantoms.Ende 2012 folgte eine Japanweite Tournee, um das Album zu promoten, wobei Sasabuchi Hiroshi (ex-Plastic Tree) diesmal am Schlagzeug war.

## Stil
Die Musik von Creature Creature hat, wie auch Dead End, einige Gothic-Einflüsse, ist düster und fällt besonders durch Morries ungewöhnliche Stimme auf.

## Diskografie

### Alben
- 2006: Light & Lust
- 2010: Inferno
- 2012: Phantoms

### Singles
- 2006: Paradise (パラダイス)
- 2006: Kaze no Tō (風の塔)
- 2006: Red
- 2011: Psychetelos
- 2012: Rakuen e / Ataraxia (楽園へ / Ataraxia)
- 2012: Kurumeki / Sexus (くるめき / Sexus)

### Videoalben
- 2011: Exorcising Orpheus – Paradise Tour Final